# ГЕС Слейв-Фолс
ГЕС Слейв-Фолс — гідроелектростанція у канадській провінції Манітоба. Знаходячись між ГЕС Пуент-дю-Буа (вище за течією) та ГЕС Севен-Сістерс-Фолс, входить до складу каскаду на річці Вінніпег, яка є однією з основних приток однойменного озера (річкою Нельсон дренується до Гудзонової затоки).
У районі станції праву протоку перекриває невелика гребля довжиною біля сотні метрів, котра спрямовує ресурс до лівого проходу. В останньому зведена бетонна гребля довжиною близько 0,3 км та машинний зал довжиною 0,18 км. Разом ці споруди утримують витягнуте по долині на 4 км водосховище з площею поверхні 6,5 км2.
Основне обладнання станції становлять вісім пропелерних турбін загальною потужністю 68 МВт, які при напорі у 9,8 метра забезпечують виробництво 499 млн кВт·год електроенергії на рік.
Видача продукції відбувається по ЛЕП, що працює під напругою 138 кВ.
Управління роботою станції здійснюється дистанційно з ГЕС Пуент-дю-Буа.